# Élections législatives de 2002 dans la Mayenne
Les élections législatives françaises de 2002 se déroulent les 9 et 16 juin 2002. Dans le département de la Mayenne, trois députés sont à élire dans le cadre de trois circonscriptions.

## Élus
| Circonscription | Député sortant    | Parti | Parti    | Député élu ou réélu | Parti | Parti |
| --------------- | ----------------- | ----- | -------- | ------------------- | ----- | ----- |
| 1re             | François d'Aubert |       | UDF (PR) | François d'Aubert   |       | UMP   |
| 2e              | Henri de Gastines |       | RPR      | Marc Bernier        |       | UMP   |
| 3e              | Roger Lestas      |       | UDF (AD) | Yannick Favennec    |       | UMP   |

## Résultats

### Résultats à l'échelle du département
| Parti                                       | Parti                               | Premier tour | Premier tour | Second tour | Second tour | Sièges |
| Parti                                       | Parti                               | Voix         | %            | Voix        | %           | Sièges |
| ------------------------------------------- | ----------------------------------- | ------------ | ------------ | ----------- | ----------- | ------ |
|                                             | Union pour un mouvement populaire   | 52 086       | 38,39        | 40 455      | 55,59       | 3      |
|                                             | Divers droite                       | 18 950       | 13,97        |             |             | 0      |
|                                             | Union pour la démocratie française  | 7 877        | 5,81         | 14 465      | 19,88       | 0      |
|                                             | Mouvement pour la France            | 868          | 0,64         |             |             | 0      |
|                                             | Majorité présidentielle             | 79 781       | 58,80        | 54 920      | 75,46       | 3      |
|                                             |                                     |              |              |             |             |        |
|                                             | Parti socialiste                    | 22 382       | 16,50        |             |             | 0      |
|                                             | Divers gauche dont Pôle républicain | 13 971       | 10,30        | 17 858      | 24,54       | 0      |
|                                             | Les Verts                           | 5 312        | 3,91         |             |             | 0      |
|                                             | Parti communiste français           | 1 232        | 0,91         | 0           |             |        |
|                                             | Gauche parlementaire                | 42 897       | 31,61        | 17 858      | 24,54       | 0      |
|                                             |                                     |              |              |             |             |        |
|                                             | Front national                      | 7 484        | 5,52         |             |             | 0      |
|                                             | Extrême gauche dont LCR, LO et PT   | 3 757        | 2,77         | 0           |             |        |
|                                             | Mouvement national républicain      | 900          | 0,66         | 0           |             |        |
|                                             | Divers écologiste dont GÉ           | 452          | 0,33         | 0           |             |        |
|                                             | Divers                              | 417          | 0,31         | 0           |             |        |
|                                             |                                     |              |              |             |             |        |
| Inscrits                                    | Inscrits                            | 214 442      | 100,00       | 135 405     | 100,00      | 3      |
| Abstentions                                 | Abstentions                         | 74 627       | 34,8         | 57 002      | 42,1        |        |
| Votants                                     | Votants                             | 139 815      | 65,2         | 78 403      | 57,9        |        |
| Blancs et nuls                              | Blancs et nuls                      | 4 127        | 2,95         | 5 625       | 7,17        |        |
| Exprimés                                    | Exprimés                            | 135 688      | 97,05        | 72 778      | 92,83       |        |
| Source : Ministère de l'Intérieur - Mayenne |                                     |              |              |             |             |        |

### Résultats par circonscription

#### Première circonscription (Laval)
|                | François d'Aubert sortant réélu | UMP              | 26 474 | 52,51  |  |  |  |
|                | Guillaume Garot                 | PS               | 15 463 | 30,67  |  |  |  |
|                | Paul Le Morvan                  | FN               | 2 793  | 5,54   |  |  |  |
|                | Françoise Marchand              | Les Verts        | 1 889  | 3,75   |  |  |  |
|                | Michel Sorin                    | Pôle républicain | 1 425  | 2,83   |  |  |  |
|                | Pascal Trochet                  | LCR              | 808    | 1,6    |  |  |  |
|                | Mauricette Lottin               | PCF              | 519    | 1,03   |  |  |  |
|                | Bernard Fauverte                | LO               | 427    | 0,85   |  |  |  |
|                | Jacques Dansan                  | MNR              | 360    | 0,71   |  |  |  |
|                | André Warnet                    | PT               | 260    | 0,52   |  |  |  |
|                |                                 |                  |        |        |  |  |  |
| Inscrits       | Inscrits                        | Inscrits         | 79 033 | 100,00 |  |  |  |
| Abstentions    | Abstentions                     | Abstentions      | 27 331 | 34,58  |  |  |  |
| Votants        | Votants                         | Votants          | 51 702 | 65,42  |  |  |  |
| Blancs et nuls | Blancs et nuls                  | Blancs et nuls   | 1 284  | 2,48   |  |  |  |
| Exprimés       | Exprimés                        | Exprimés         | 50 418 | 97,52  |  |  |  |

#### Deuxième circonscription (Château-Gontier)
| Candidat       | Candidat                 | Parti             | Premier tour | Premier tour | Second tour | Second tour |  |
| Candidat       | Candidat                 | Parti             | Voix         | %            | Voix        | %           |  |
| -------------- | ------------------------ | ----------------- | ------------ | ------------ | ----------- | ----------- |  |
|                | Marc Bernier élu         | UMP               | 11 541       | 28,84        | 15 723      | 52,08       |  |
|                | Didier Pillon            | UDF               | 7 877        | 19,68        | 14 465      | 47,92       |  |
|                | Nadine Menn              | PS                | 6 919        | 17,29        |             |             |  |
|                | Élisabeth Doineau        | Divers droite     | 6 888        | 17,21        |             |             |  |
|                | Luc Perrel               | FN                | 2 253        | 5,63         |             |             |  |
|                | Jean-Yves Griot          | Les Verts         | 1 595        | 3,99         |             |             |  |
|                | Maurice Moitel           | LCR               | 601          | 1,5          |             |             |  |
|                | Martine Amelin           | LO                | 462          | 1,15         |             |             |  |
|                | Louis Michel             | Divers écologiste | 452          | 1,13         |             |             |  |
|                | Sophie Lefort            | MPF               | 400          | 1            |             |             |  |
|                | Claudette Lefebvre       | PCF               | 277          | 0,69         |             |             |  |
|                | Hugues de Croze          | Divers            | 246          | 0,61         |             |             |  |
|                | Jean-Léon Rochefort      | MNR               | 204          | 0,51         |             |             |  |
|                | Moïse Lesage             | Divers            | 171          | 0,43         |             |             |  |
|                | Katia Guéganou-Verheyden | Pôle républicain  | 138          | 0,34         |             |             |  |
|                |                          |                   |              |              |             |             |  |
| Inscrits       | Inscrits                 | Inscrits          | 65 042       | 100,00       | 65 040      | 100,00      |  |
| Abstentions    | Abstentions              | Abstentions       | 23 677       | 36,4         | 30 853      | 47,44       |  |
| Votants        | Votants                  | Votants           | 41 365       | 63,6         | 34 187      | 52,56       |  |
| Blancs et nuls | Blancs et nuls           | Blancs et nuls    | 1 341        | 3,24         | 3 999       | 11,7        |  |
| Exprimés       | Exprimés                 | Exprimés          | 40 024       | 96,76        | 30 188      | 88,3        |  |

#### Troisième circonscription (Mayenne)
| Candidat       | Candidat                 | Parti          | Premier tour | Premier tour | Second tour | Second tour |  |
| Candidat       | Candidat                 | Parti          | Voix         | %            | Voix        | %           |  |
| -------------- | ------------------------ | -------------- | ------------ | ------------ | ----------- | ----------- |  |
|                | Claude Leblanc           | Divers gauche  | 12 408       | 27,42        | 17 858      | 41,93       |  |
|                | Yannick Favennec élu     | UMP            | 7 528        | 16,64        | 24 732      | 58,07       |  |
|                | Jean-Yves Quinio         | UMP            | 6 543        | 14,46        |             |             |  |
|                | Jean-Marc Allain         | Divers droite  | 5 932        | 13,11        |             |             |  |
|                | Yves Cortès              | Divers droite  | 4 893        | 10,81        |             |             |  |
|                | Sylviane de La Morinière | FN             | 2 438        | 5,39         |             |             |  |
|                | Jean-Claude Maignan      | Les Verts      | 1 828        | 4,04         |             |             |  |
|                | Alain Guinoiseau         | RPF            | 1 237        | 2,73         |             |             |  |
|                | Dinah Bréard-Thommeret   | LCR            | 782          | 1,73         |             |             |  |
|                | Jocelyne Lavenant        | MPF            | 468          | 1,03         |             |             |  |
|                | Yannick Peltier          | PCF            | 436          | 0,96         |             |             |  |
|                | Marie-Paule Seigneur     | LO             | 417          | 0,92         |             |             |  |
|                | Gustave Labelle          | MNR            | 336          | 0,74         |             |             |  |
|                | Agnès Caillon            | GÉ             | 0            | 0            |             |             |  |
|                |                          |                |              |              |             |             |  |
| Inscrits       | Inscrits                 | Inscrits       | 70 367       | 100,00       | 70 365      | 100,00      |  |
| Abstentions    | Abstentions              | Abstentions    | 23 619       | 33,57        | 26 149      | 37,16       |  |
| Votants        | Votants                  | Votants        | 46 748       | 66,43        | 44 216      | 62,84       |  |
| Blancs et nuls | Blancs et nuls           | Blancs et nuls | 1 502        | 3,21         | 1 626       | 3,68        |  |
| Exprimés       | Exprimés                 | Exprimés       | 45 246       | 96,79        | 42 590      | 96,32       |  |